# La mosca nera
La mosca nera (Pretty Ladies) è un film muto del 1925 diretto da Monta Bell e interpretato da ZaSu Pitts e da Tom Moore. Fu il debutto cinematografico per Joan Crawford (con il nome Lucille LeSeur) e per Myrna Loy (con il nome Myrna Williams) che appaiono insieme in alcuni dei numeri musicali del film che ricrea le atmosfere degli spettacoli di Florenz Ziegfeld.
Il soggetto è tratto da un racconto di Adela Rogers St. Johns apparso sulla rivista Cosmopolitan.

## Trama
Maggie lavora alle Follies di Florenz Ziegfeld anche se non è bellissima. Una sera, durante un numero, cade nella buca dell'orchestra finendo sopra Al, uno dei tamburi. I due giovani cominciano a frequentarsi e si innamorano. Al scrive un numero che dedica a Maggie, dichiarandole il suo amore.
Dopo il matrimonio, Maggie è in attesa di un bambino e decide di lasciare il palcoscenico. Al, invece, inizia una brillante carriera come compositore. All'apice della fama, si trova a lavorare per Selma, la star dello spettacolo, che gli chiede delle nuove canzoni. 
Il musicista parte per Atlantic City per lavorare alla rivista insieme alla cantante.
Maggie viene a sapere dei maneggi di Selma per portarle via il marito. Ma, quando questi torna da lei pentito, lo perdona e lo riaccoglie a casa.

## Produzione
Il film fu prodotto dalla Metro-Goldwyn Pictures Corporation. In alcune scene musicali, viene usato un primitivo technicolor 2-strip.

## Distribuzione
Il copyright del film venne richiesto dalla Metro-Goldwyn Pictures Corp. e fu registrato il 10 agosto 1925 con il numero LP21723. Distribuito dalla Metro-Goldwyn Pictures Corporation, il film uscì in sala negli Stati Uniti il 6 settembre 1925 dopo essere stato presentato in prima a New York il 12 luglio 1925.